# Vorticella
Genre
Vorticella (les vorticelles) est un genre de ciliés de la famille des Vorticellidae. Organisme d'eau douce vivant fixé aux pierres ou aux plantes, la vorticelle possède un pédoncule à fibrilles musculaires qui se tend et se détend comme un véritable ressort. Elle vit isolément ou en colonies et sa forme est une des plus curieuses que l'on rencontre chez les ciliés.
Un fossile d'un individu de ce genre, très bien conservé dans un cocon de sangsue lui-même fossilisé il y a 200 millions d'années a été trouvé.

## Liste d'espèces
Selon World Register of Marine Species (7 déc. 2010) :
- Vorticella aequilata Kahl, 1939
- Vorticella alba de Fromentel, 1874
- Vorticella anabaena Stiller, 1940
- Vorticella annulata Gourret & Roeser, 1888
- Vorticella anomala Gourret & Roeser, 1886
- Vorticella biddulphae Stiller, 1939
- Vorticella calciformis Kahl, 1933
- Vorticella campanula Ehrenberg, 1831
- Vorticella campanulata Sramek-Husek, 1948
- Vorticella chydoridicola Sramek-Husek, 1946
- Vorticella communis Fromentel, 1874
- Vorticella convallaria Linnaeus, 1758
- Vorticella cratera Kent, 1881
- Vorticella cylindrica Dons, 1915
- Vorticella dubia de Fromentel, 1874
- Vorticella dudekemi Kahl, 1933
- Vorticella elongata Fromentel, 1874
- Vorticella fornicata Dons, 1915
- Vorticella fromenteli Kahl, 1935
- Vorticella fusca Precht, 1935
- Vorticella granulata Kahl, 1933
- Vorticella hamata Ehrenberg, 1831
- Vorticella infusionum Dujardin, 1841
- Vorticella jaerae Precht, 1935
- Vorticella lima Kahl, 1933
- Vorticella longifilum Kent, 1881
- Vorticella longiseta Dietz, 1964
- Vorticella longitricha Gajewskaja, 1933
- Vorticella mayeri Faure-Fremiet, 1920
- Vorticella microstoma Ehrenberg, 1830
- Vorticella mortensi Dons, 1922
- Vorticella nebulifera O.F. Müller, 1786
- Vorticella nutans O.F. Müller, 1773
- Vorticella obconica Kahl, 1935
- Vorticella octava Stokes, 1885
- Vorticella ovum Dons, 1917
- Vorticella parapulchella Sun, Song, Clamp & Al-Rasheid, 2006
- Vorticella patellina O.F. Müller, 1776
- Vorticella platysoma Stokes, 1887
- Vorticella procumbens de Fromentel, 1874
- Vorticella pulchella Sommer, 1951
- Vorticella pulchra Kahl, 1933
- Vorticella punctata Dons, 1917
- Vorticella pyriforme Stiller, 1939
- Vorticella robusta Dons, 1922
- Vorticella striata Dujardin, 1841
- Vorticella striatula Dons, 1915
- Vorticella subprocumbens Ghosh, 1922
- Vorticella telescopica Kent, 1861
- Vorticella teninucleata Dons, 1922
- Vorticella undulata (Dons, 1918) Kahl, 1935
- Vorticella urceolaris Linnaeus, 1767
- Vorticella verrucosa Dons, 1915

Selon ITIS (7 déc. 2010) :
- Vorticella campanula Ehr.
- Vorticella citrina Mull.
- Vorticella communis From.
- Vorticella convallaria (L.)
- Vorticella marina
- Vorticella microstoma Ehr.
- Vorticella monilata
- Vorticella patellina
- Vorticella similis Stokes
- Vorticella sphaerica
- Vorticella striata
- Vorticella submicrostoma Ghosh
- Vorticella utriculus Stokes

## Morphologie

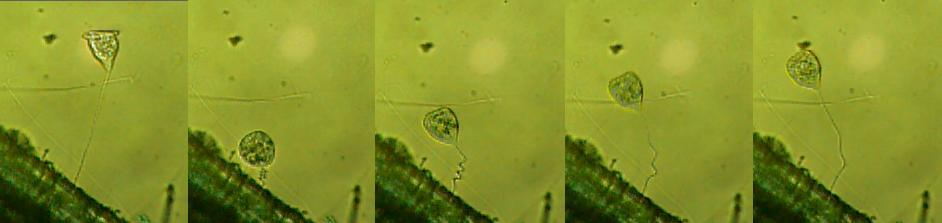
Séquence montrant la contraction en ressort du pédoncule d'une vorticelle et son redéploiement

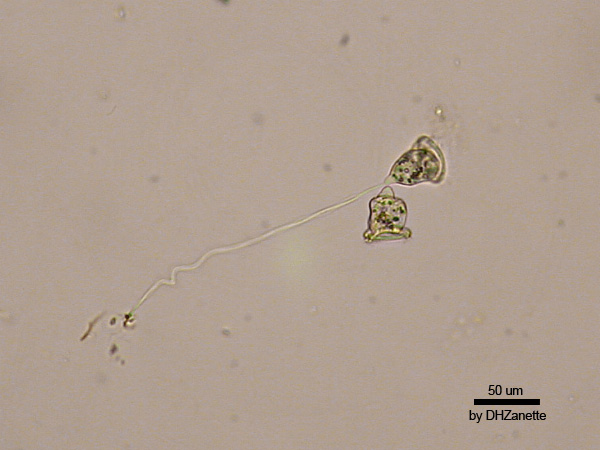
Vorticelle se reproduisant par division cellulaire